# مبين (اسم)
مبين هو اسم علم مذكر من أصل عربي، ومعناه هو الواضح الجلي الظاهر للعيان صاحب الحجة والبرها قال تعالى: ﴿وذلك الفوز المبين﴾ [ الأنعام من الآية 16].

## وصلات خارجية
- موسوعة السلطان قابوس لأسماء العرب